# Asociación Madres de Plaza de Mayo
L'Asociación Madres de Plaza de Mayo és una associació formada durant l'última dictadura de la República Argentina amb la finalitat de recuperar amb vida als detinguts desapareguts per la dictadura argentina, inicialment, i després establir qui van ser els responsables dels crims contra la humanitat i promoure el seu enjudiciament.
L'any 1992 fou guardonada amb el Premi Sàkharov per la Llibertat de Consciència concedit pel Parlament Europeu.

## Acció de l'organització

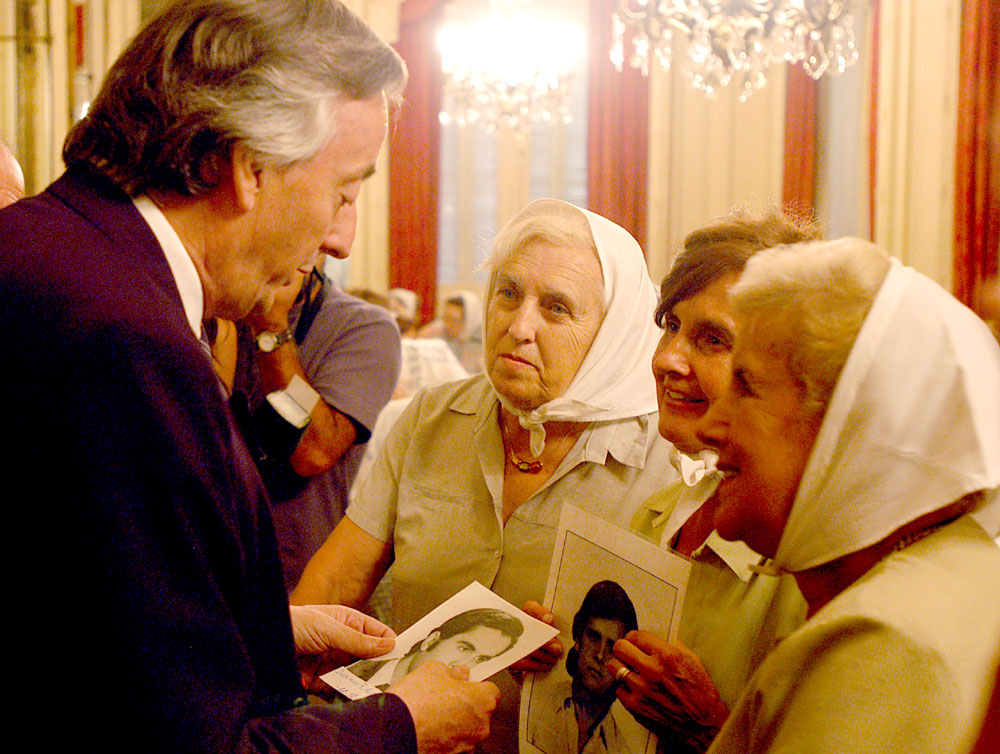
Madres de Plaza de Mayo al costat del president de l'Argentina Néstor Kirchner

Va néixer el 30 d'abril de 1977 a Buenos Aires com una iniciativa de mares de detinguts i desapareguts, amb l'objectiu de poder tenir una audiència amb el President de facto argentí Jorge Rafael Videla. Per a això es van reunir a la Plaza de Mayo i van efectuar una manifestació pública pacífica demanant conèixer el parador dels seus fills. L'elecció de la Plaza de Mayo es deu al fet que està situada davant de la Casa Rosada, seu de la Presidència i lloc on tradicionalment s'han efectuat les manifestacions polítiques a l'Argentina.
La idea va sorgir mentre el grup inicial de mares estava esperant que les atengués el secretari del Vicari Castrense. Una d'elles, Azucena Villaflor de Devincenti, va proposar llavors: "Individualment no podrem aconseguir res. Per què no anem totes a la Plaza de Mayo? Quan vegi que som moltes, Videla haurà de rebre'ns". Aquell mateix dia 14 mares van iniciar una jornada a la qual, amb el pas del temps, s'acostarien altres mares afectades. Des de llavors, tots els dijous repeteixen una caminada (originada quan les forces de seguretat els van exigir "circular") al voltant del Monument central de la plaça.
Aquelles primeres Mares van ser: Azucena Villaflor de Devincenti, Berta Braverman, Haydée García Buelas, María Adela Gard de Antokoletz, Julia Gard, María Mercedes Gard i Cándida Gard (4 germanes), Delicia González, Pepa Noia, Mirta Baravalle, Kety Neuhaus, Raquel Arcushin, Sra. De Caimi i una jove que no va donar el seu nom.
La manifestació de les Mares va ser una de les primeres manifestacions públiques contra la dictadura. Van arribar notorietat durant la realització del Mundial de Futbol de 1978 a l'Argentina, quan periodistes internacionals van començar a entrevistar-les i van donar a conèixer el seu moviment.

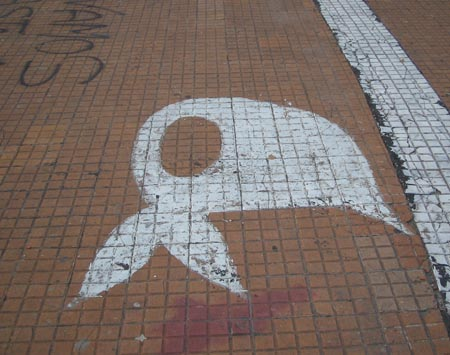
Símbol tradicional de les Madres de Plaza de Mayo.

Unides per la desgràcia, les Mares es van convertir en un grup d'activistes en defensa dels drets humans. Asseguren que van néixer pels seus fills, i que són les mares de totes les víctimes de la repressió a l'Argentina. Es distingeixen usant mocadors blancs sobre els seus caps, els mateixos que anteriorment havien servit com bolquers dels seus fills desapareguts. Els fills de les Mares van desaparèixer durant l'anomenada Guerra Bruta que es va lliurar a l'Argentina entre els anys 1976 (els militars van prendre el poder el 24 de març d'aquell any) i 1983 (van lliurar el poder a Raúl Alfonsín el 10 de desembre d'aquell any).
Segons el llibre Nunca Más, informe de la Comissió Nacional de Desapareguts, les víctimes del terrorisme d'Estat van ser al voltant de 9.000 persones, encara que molts grups de drets humans i d'esquerres fixen aquesta xifra en prop de 30.000 persones. Azucena Villaflor, una de les fundadores de l'organització, també va ser segrestada a la sortida de l'Església de la Santa Cruz l'any 1977, al barri de San Cristóbal, pel Grupo de Tareas 3.3.2 de l'Escola de Mecànica de l'Armada, sent trobat el seu cos el juliol de 2005.
L'organització està fortament relacionada amb les Abuelas de la Plaza de Mayo, l'objectiu del qual és recuperar la identitat dels centenars de nens que van ser segrestats per les autoritats militars durant la dictadura, i amb l'associació HIJOS, formada pels fills dels detinguts desapareguts que desitgen continuar la lluita dels seus pares i les seves àvies.

## Actualitat

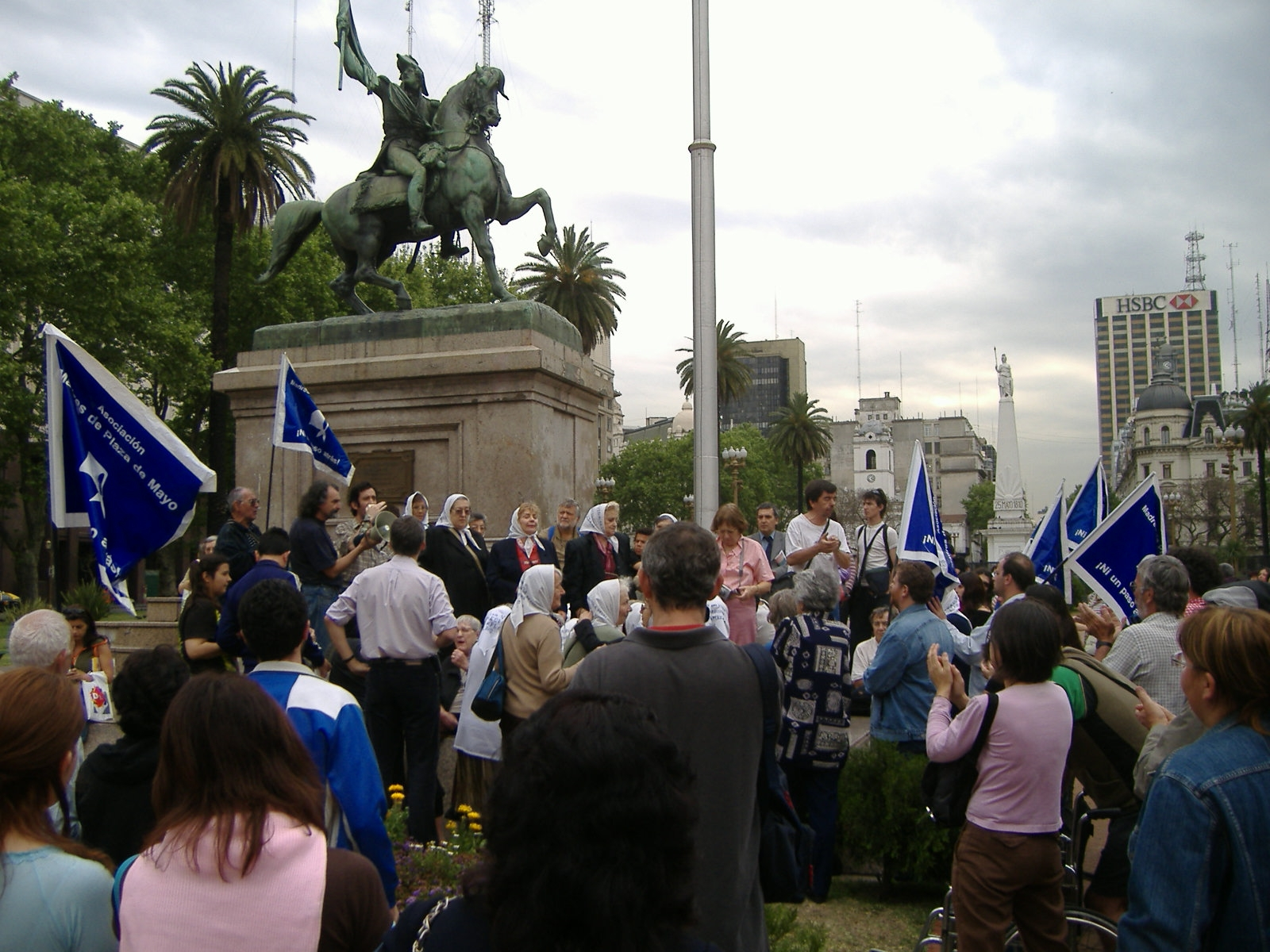
Manifestació de les Madres de Plaza de Mayo.

Actualment les Madres de Plaza de Mayo estan dividides en dos grups, el grup majoritari presidit per Hebe de Bonafini i denominat amb aquest nom, i les Madres de la Plaza de Mayo Línea Fundadora, que fou presidida per Marta Vásquez, fins a la seva mort el 18 de novembre del 2017.
El 26 de gener de 2006 la denominada "marcha de la resistencia" va deixar de realitzar-se per part de l'agrupació liderada per Hebe de Bonafini, que va afirmar que "ja no hi ha un enemic a casa de Govern". Altres agrupacions de drets humans no van estar d'acord i van continuar realitzant-la.